# Brabham BT55
La Brabham BT55 è una vettura monoposto di Formula 1, costruita dal team Brabham per prendere parte alla stagione 1986. Progettata da Gordon Murray, pur se ricca di soluzioni estreme ed innovative, si rivelò una macchina poco veloce e inaffidabile, capace di ottenere appena due punti iridati. 
Il concetto progettuale venne poi ripreso due anni dopo da Murray per la McLaren MP4/4, che dominò il campionato 1988 vincendo 15 gare su 16. (La macchina fu progettata interamente da Steve Nichols e non da Murray) 
I piloti erano Riccardo Patrese ed Elio De Angelis; quest'ultimo vi trovò la morte, a seguito di un incidente in una sessione di prove, venendo poi sostituito da Derek Warwick.

## La vettura
Il progettista Gordon Murray disegnò una vettura totalmente nuova rispetto alle precedenti, marcatamente lunga, larga e bassa, che obbligava il pilota in posizione quasi sdraiata e per questo fu soprannominata sogliola. Allo scopo si costrinsero i tecnici BMW a riprogettare il motore inclinandolo di 72° su un fianco, per poterlo installare sulla vettura, nel tentativo di rendere più "puliti" i flussi d'aria che investono il corpo macchina durante il movimento e ottenere una maggiore deportanza.
Il telaio era tutto in fibra di carbonio, una soluzione inedita per la Brabham: le vetture del triennio precedente avevano utilizzato un telaio misto con vasca inferiore in alluminio e superiore in carbonio, tecnica introdotta dalla Ensign nel 1981-82, ma dismessa da quasi tutti i team già dal 1984-85.

## La stagione
Sin dai primi test la vettura dimostrò grandissimi problemi di maneggevolezza, distribuzione dei pesi ed efficienza motoristica. 
La posizione dei radiatori troppo avanzata inficiava la trazione al posteriore, già poco performante per via del grande passo (nettamente il più lungo del parco partenti), legato alla forma stretta e bassa del telaio, il quale era stato particolarmente allungato nella zona del serbatoio di carburante. 
L'intrinseca bontà del motore, che aveva vinto il titolo mondiale solo tre anni prima, venne invece vanificata dalle scelte tecniche del team. Il basamento era stato infatti conformato per permettere l'inclinazione di 72°; a ciò non erano però corrisposte significative modifiche alla testa e ai cilindri. L'innovativa dotazione di un sistema elettronico di accensione e di gestione della pressione di sovralimentazione del turbo "cozzava" inoltre con la presenza dell'ormai datata iniezione meccanica Bosch-Kugelfischer, assai meno performante nella gestione della combustione e dei consumi rispetto alla Bosch-Motronic della TAG-Porsche e all'Hitachi della Honda. La riduzione della dimensione del serbatoio di benzina a 195 litri (dai 220 del 1984-85) fece poi sì che il motore dovesse spesso girare "magro", risultando dunque ancor meno performante. Problemi afflissero anche la lubrificazione: quando la macchina affrontava curvoni a destra l'olio tendeva infatti a non tornare nel basamento a causa della forza centrifuga. Quanto al nuovo cambio trasversale a 7 marce prodotto dalla casa americana Weissmann, si rivelò fragile e difficile da mettere a punto.
Il telaio in fibra di carbonio, che pure avrebbe dovuto rappresentare un aiuto nella corretta distribuzione dei pesi, doveva però fare i conti con le caratteristiche del motore BMW, non abbastanza rigido per sostenere da solo il retrotreno: in tale sezione si dovette quindi far ricorso a un pesante telaietto supplementare, che inficiò ulteriormente i bilanciamenti della BT55.
Tante criticità minarono irrimediabilmente la competitività della vettura, che si trovò sistematicamente ad inseguire le Benetton e talvolta anche le Arrows, entrambe dotate di un motore BMW "clienti", più vecchio e teoricamente meno prestante.
Solo alla terza gara, il Gran Premio di San Marino, Patrese conquistò un punto con un sesto posto, ma il confronto con la Benetton di Gerhard Berger (terza al traguardo) fu impietoso.
Qualche modifica agli scarichi e alla distribuzione dei pesi arrivò per il Gran Premio di Monaco, in vista del quale si presagiva che una vettura così lunga avrebbe incontrato ancor più difficoltà, dovendo districarsi in un circuito stretto e tortuoso. Invece Patrese riuscì a qualificarsi sesto e lottare a lungo per i punti prima di ritirarsi per l'ennesimo guasto al cambio.
L'ottimismo generato da queste due gare fu cancellato quando, durante i test collettivi a Le Castellet, De Angelis perse la vita in un incidente, forse causato dal cedimento dell'alettone posteriore. Il team valutò anche l'idea di ritornare alla BT54 del 1985 e ai vecchi motori "verticali", ma per vari motivi questo non fu possibile, salvo per il Gran Premio di Gran Bretagna e per il solo Patrese. A sostituire De Angelis a partire dalle gare americane fu chiamato Derek Warwick.
In un contesto di squadra caotico e incapace di venire a capo dei problemi, Gordon Murray decise di passare alla McLaren per seguire un programma di auto stradale. Due anni dopo lui e Steve Nichols ripresero alcuni dei concetti-base del progetto BT55 per la McLaren MP4/4, che si aggiudicò il mondiale 1988 vincendo 15 gare su 16.
A luglio la BMW decise di annunciare il ritiro dalla Formula 1 a fine stagione; la Brabham però impose alla casa bavarese di continuare a fornire i motori anche nel 1987 secondo il contratto vigente. I vecchi propulsori "verticali" furono tutti ceduti al preparatore svizzero Heini Mader: ribattezzati "Megatron", vennero utilizzati dalla Arrows nel 1987-88.

## Risultati completi in Formula 1
| Anno | Team        | Motore             | Gomme | Piloti     |     |     |     |     |   |     |    |   |     |     |     |     |     |     |     |     | Punti | Pos. |
| ---- | ----------- | ------------------ | ----- | ---------- | --- | --- | --- | --- | - | --- | -- | - | --- | --- | --- | --- | --- | --- | --- | --- | ----- | ---- |
| 1986 | Brabham BMW | BMW M12/13 1,5 I4t | P     | Patrese    | Rit | Rit | 6*  | Rit | 8 | Rit | 6  | 7 | Rit | Rit | Rit | Rit | Rit | Rit | 13* | Rit | 2     | 9º   |
| 1986 | Brabham BMW | BMW M12/13 1,5 I4t | P     | De Angelis | 8   | Rit | Rit | Rit |   |     |    |   |     |     |     |     |     |     |     |     | 2     | 9º   |
| 1986 | Brabham BMW | BMW M12/13 1,5 I4t | P     | Warwick    |     |     |     |     |   | Rit | 10 | 9 | 8   | 7   | Rit | NP  | Rit | Rit | Rit | Rit | 2     | 9º   |

| Legenda | 1º posto     | 2º posto | 3º posto    | A punti         | Senza punti/Non class.  | Grassetto – Pole position Corsivo – Giro più veloce |
| Legenda | Squalificato | Ritirato | Non partito | Non qualificato | Solo prove/Terzo pilota | Grassetto – Pole position Corsivo – Giro più veloce |

L'asterisco * indica quei piloti che non hanno terminato la gara ma sono ugualmente classificati avendo coperto, come previsto dal regolamento, almeno il 90% della distanza totale.